# Sergio Iesi
Sergio Iesi Tedesco (ur. 8 kwietnia 1912 w Portogruaro, zm. 6 lutego 1986 w Rzymie) – urugwajski szermierz. Uczestnik Igrzysk Olimpijskich w 1948 w Londynie i Igrzysk Olimpijskich w 1952 w Helsinkach. Na igrzyskach w Londynie uczestniczył w turnieju indywidualnym i drużynowym florecistów, natomiast w Helsinkach tylko w indywidualnym, za każdym razem odpadał w pierwszej rundzie.